# Stalingrad metróállomás
A Stalingrad egy metróállomás Franciaországban, Párizsban a párizsi metró 2-es, 5-ös és 7-es  metróvonalán. Tulajdonosa és üzemeltetője a RATP.

## Metróvonalak
Az állomást az alábbi metróvonalak érintik:
- 2-es metróvonal
- 5-ös metróvonal
- 7-es metróvonal

## Kapcsolódó állomások
A metróállomáshoz az alábbi állomások vannak a legközelebb:
- La Chapelle (Porte Dauphine, 2-es metróvonal)
- Jaurès (Nation, 2-es metróvonal)
- Gare du Nord (Place d’Italie, 5-ös metróvonal)
- Jaurès (Bobigny – Pablo Picasso, 5-ös metróvonal)
- Louis Blanc (Villejuif – Louis Aragon, Mairie d’Ivry, 7-es metróvonal)
- Riquet (La Courneuve – 8 Mai 1945, 7-es metróvonal)